# Euzebije iz Vercellija
Sveti Euzebije od Vercellija (Sardinija, 293. – Vercelli, Pijemont, 1. kolovoza 371.), biskup i svetac. 

## Životopis
Rođen je u progonstvu na Sardiniji. Bio je svećenik i lektor u Rimu, a za biskupa Vercellija je posvećen 16. prosinca 340. godine. Za biskupa ga je postavio papa Julije I. Na području svoje biskupije je združivao svećenike u zajedničkom životu, što je bilo zapravo jedan vid redovništva. Bio je žestok borac protiv tada vrlo širećeg arijanstva. Zbog svojeg gorljiva branjenja pravovjernog kršćanstva, sveti Euzebije je i sam postao metom proganjanja rimskog cara, poklonika arijanske sljedbe.
Godine 355. biva prognan u Siriju, Kapadociju i Tebaidu, a vratio se 363. Umro je 1. kolovoza 371. u Vercelliju.

## Štovanje
Proglašen je svetim, a njemu u čast je 1899. osnovana ženska redovnička služba "Kćeri svetog Euzebija". Spomendan mu je 16. prosinca.

## Vanjske poveznice
Mrežna mjesta
- Eusèbio vescovo di Vercelli, santo, www.treccani.it (tal.)